# Lignostilbene alfabeta-diossigenasi
La lignostilbene alfabeta-diossigenasi è un enzima appartenente alla classe delle ossidoreduttasi, che catalizza la seguente reazione:
1,2-bis(4-idrossi-3-metossifenil)etilene + O2 ⇄ 2 vanillina
L'enzima è una proteina contenente ferro che catalizza il taglio ossidativo del doppio legame nel substrato sintetico dell'interfenile e negli stilbeni derivati dalla lignina, nonché la degradazione delle strutture simili al darilpropano presenti nella lignina.